# Avenue de la Héronnière
L'avenue de la Héronnière (en néerlandais : Reiger(s)boslaan) est une rue bruxelloise de la commune d'Auderghem et de Watermael-Boitsfort. Située dans le quartier des Pêcheries, elle débute avenue de la Houlette et se termine en cul-de-sac sur une longueur de 450 m.

## Historique et description
Ici coulait en plein air la Watermaelbeek nommée Veeweydebeek dans l'Atlas des Communications Vicinales (1843). Le sentier no 50 appelé Lammerendriesweg suivait ses méandres et le début de cette avenue correspond à une partie de ce petit sentier. 
Durant la Seconde Guerre mondiale, les jachères situées entre la rue des Pêcheries et le ruisseau furent mises à disposition de la population comme potagers.
La commune de Watermael-Boitsfort donna ce nom à cette avenue, en 1962. 
Seuls 50 m de l'avenue sont sur territoire d'Auderghem, qui adopta le même nom le 11 mars 1963.
- Au milieu des années 1960, la firme ETRIMO y planta les premiers immeubles à appartements.

### Origine du nom
Deux origines sont possibles:
- une auberge homonyme ayant existé jadis aux alentours; des hérons auraient niché dans les environs.
- une partie de la forêt de Soignes fut aménagée en héronnière par l'archiduc Léopold, en 1648 ; ce lieu se trouve dans la forêt de Soignes, au début de l'avenue Leemans.

## Situation et accès
| ___ | Ce site est desservi par la station de métro : Demey. |